# جرذاويات كنغرية
الجرذاويات الكنغرية (الاسم العلمي: Dipodomyinae) هي أسرة من الحيوانات تتبع فصيلة الفئران المتغايرة من رتبة القوارض.